# Мрозовецкий, Станислав Павлович
Станислав-Нестор Павлович Мрозовецкий (укр. Станісла́в-Не́стор Мрозови́цький), более известный как Морозе́нко (? — между 30 июня и 12 августа 1649) — украинский военный и политический деятель XVII века, Корсунский полковник Войска Запорожского (1648—1649).
Один из сподвижников Богдана Хмельницкого.
Прототип героя украинской народной песни «Пісня про Морозенка».

## Биография
Шляхтич герба Прус ІІІ. Сын теребовльского подстаросты. Обучался в университетах Кракова и Падуи. Служил в элитном подразделении крылатых гусар Речи Посполитой. Позже стал казаком.
С 1638 года — полковник реестрового казацкого войска. После начала восстания Б. Хмельницкого перешёл на сторону повстанцев почти со всем своим полком.
В 1645 и 1648—1649 году — полковник корсунский, был также полковым обозным Кропивненского полка.
Организатор военных действий на севере Подолья и на Волыни, взаимодействовал с корпусом Максима Кривоноса.
Участник битвы под Пилявцами. Во время осады Збаража командовал всей казацкой кавалерией. Погиб в бою под Збаражем.
Герой украинских исторических песен, начинающихся обыкновенно со слов: «Ой Морозе, Морозенку, ой ты славный козаче». В начале песен отмечается предчувствие матери Морозенко, затем его встреча с татарами под г. Келебердою, его умерщвление татарами, горе матери и всей Украины.